# Петър Динеков
Петър Николов Динеков е български литературен историк, критик и фолклорист. Академик на Българската академия на науките и професор в СУ „Св. Климент Охридски“.

## Биография
Роден е на 17 октомври 1910 г. в с. Смолско, Пирдопско. През 1933 г. Динеков завършва славянска филология в Софийския университет „Св. Климент Охридски“. Специализира във Варшава през периода 1934 – 1935 г. и в Ягелонския университет в Краков през 1935 г.
От 1936 до 1938 г. е преподавател във Френския колеж в Пловдив. Емоционалната му връзка е толкова силна, че в края на живота си той дарява личната си библиотека на Народната библиотека в Пловдив. От 1938 до 1979 г. е преподавател в Софийски университет, през 1941 г. е избран за доцент, а през 1945 г. за професор. Чете лекции по следните основни курсове: История на старата българска литература (1941 – 1979); История на българската литература през Възраждането (1944 – 1979); Български фолклор (1945 – 1979); История на руската и полската литература (1944 – 1945).
Основател е на институтите по литература и по фолклор при БАН. Член-кореспондент е на БАН от 1947 г. и академик от 1966 г. Ръководител е на катедрата по българска литература в СУ, на секцията по българска литература до Освобождението в Института за българска литература при БАН, директор е на Института по фолклор към БАН от основаването му, заместник-ректор е на Софийски университет в периода 1962 – 1964 г.
От 1952 г. до пенсионирането си като професор в Софийския университет води Кръжок по стара и възрожденска българска литература и по български фолклор, традиционно известен като „Кръжокът на професор Динеков“, от който излизат мнозина от най-активните изследователи от следващата генерация в областта на старобългаристиката, фолклористиката и историята на възрожденската литература.
Умира на 22 февруари 1992 г. в София.

## Памет
На Петър Динеков са наречени улици в кварталите „Витоша“ (Карта) и Драгалевци (Карта) в София, както и училище в столичния квартал „Младост 2“ (39-то СУ).
- Грамоти и лични вещи
- Грамоти и лични вещи
- Паметна плоча на дома му на ул. „Любен Каравелов“ 11

## Избрани трудове
Съчинения-монографии на акад. П. Динеков:
- „София през XIX век до Освобождението на България“, 1937 г.
- „Софийски книжовници през XVI век. Т. 1. Поп Пейо“, 1939 г.
- „Българска лирика. Антология“, 1940 г.
- „Първи възрожденци“, 1942 г.
- „Българска народна поезия“, 1949 г.
- „Стара българска литература. ч. I и II“, 1950, 1953 г.
- „Литературни образи“, 1956 г.
- „Български фолклор. т. I“, 1959 г.
- „Възрожденски писатели“, 1962, 1964 г.
- „Литературни въпроси“, 1963 г.
- „Старобългарски страници. Антология“, 1966, 1968 г.
- „Из историята на българската литература“, 1969 г.
- „Между свои и чужди“, 1969 г.
- „Историческа съдба и съвременност“, 1972 г.
- „В света на Христо Ботев“, 1976 г.
- „При изворите на българската култура“, 1977 г.
- „Между фолклора и литературата“, 1978 г.
- „Похвала на старата българска литература“, 1979 г.
- „В живота и литературата“, 1982 г.
- „Литература и култура“, 1982 г.
- „От Възраждането до днешния ден“, 1987 г.
- „По следите на българската литература и наука“, 1988 г.
- „Проблеми на старата българска литература“, 1989 г.
- „Стойко Стойков“, 1993 г.

## За него
- Белчева, Евелина. „Самотен в своето – и в нашето време („Тетрадките“ на професор Петър Динеков)“. – сп. „Страница“, 2010, кн. 4.
- Белчева, Евелина. „Портрет на критика като млад. Опит за реставрация по писма и спомени“. – сп. „Страница“, 2011, кн. 4.
- Белчева, Евелина. „За достойнството на учения, или фрагменти от историята на Института за фолклор“. – сп. „Страница“, 2013, кн. 2.
- Белчева, Евелина. „Тетрадките“ на професор Петър Динеков – културна история в личности, образи и сюжети, Литернет, 6.07.2014, № 7 (176).
- Белчева, Евелина. „Самотен в своето време“, Век 21 – прес, 2016; второ изд. СТИЛУЕТ: 2021.
- Белчева, Евелина. „Златорожката връзка. Петър Динеков – Владимир Василев“, изд. Гутенберг, 2017.
- Белчева, Евелина. „Златорожката тайна. Владимир Василев в театъра на живота си“, изд. Гутенберг, 2019.
- Белчева, Евелина. СВИДЕТЕЛ НА СВОЕТО ВРЕМЕ. В бездната на една невъзможна „утопия етика“. Послеслов на съставителя към изданието „Записки от „прехода“ на Петър Динеков. София: Издателство „Огледало“, 2020; книга втора – Записки от лудото време на „вполитичването“, издателство СТИЛУЕТ, 2021.
- Шумелов, Владимир. Проф. Динеков и Блага са моите духовни родители. Разговор с Евелина Белчева. Портал Култура, 22 февр. 2024.